# Gilbert Clayton

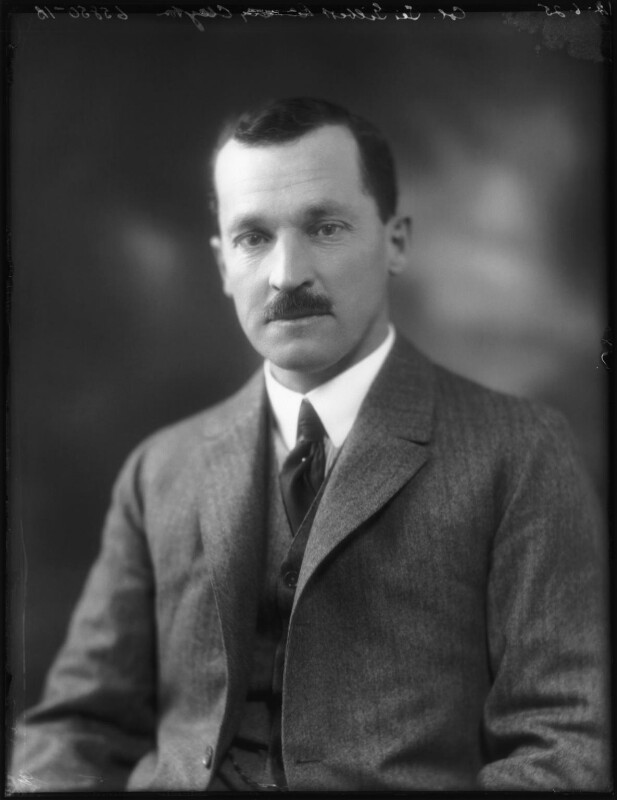
Gilbert Clayton, 1925

Sir Gilbert Falkingham Clayton, KCMG, KBE, CB (* 6. April 1875 in Ryde, Isle of Wight; † 11. September 1929 in Bagdad) war ein britischer Nachrichtenoffizier und Kolonialbeamter, der eine bedeutende Rolle bei der Gestaltung des Nahen Ostens in der Zeit während und nach dem Ersten Weltkrieg spielte.

## Leben
Clayton wurde als Sohn des Oberstleutnants William Clayton geboren und schlug wie viele seiner Vorfahren eine militärische Laufbahn ein. Er wurde am Isle of Wight College und der Royal Military Academy Woolwich ausgebildet und erhielt 1895 sein Offizierspatent in der Royal Artillery. Nach Ägypten versetzt lernte er die arabische Sprache und nahm 1898 als Chef einer Maxim-Batterie an Kitcheners Nil-Expedition teil, wofür er Mentioned in Despatches wurde.
Nach dem Ende des Feldzugs trat er mit einem zehnjährigen Kontrakt in die ägyptische Armee ein und wurde rasch befördert. 1902 ging er als Ziviladministrator in den Sudan, wo er in Wau stationiert wurde. 1903 kehrte er nach Kairo zurück und wurde Stabsoffizier im Hauptquartier der ägyptischen Armee. 1908 wurde er Privatsekretär des Sirdars und Generalgouverneurs des Sudan Reginald Wingate, der in Khartum residierte. 1912 heiratete er.
1913 kehrte Clayton nach Ägypten zurück, wo er Agent für den Sudan und Chef des Nachrichtendienstes der ägyptischen Armee wurde. Nach dem Beginn des Ersten Weltkrieges wurde Clayton, mittlerweile Oberst, Leiter aller britischen Nachrichtendienste in Kairo. Zusammen mit Ronald Storrs spielte er eine zentrale Rolle bei der Gründung des Arabischen Büros und bei der Auslösung der Arabischen Revolte. 1917 wurde er politischer Berater Edmund Allenbys und wurde in den Rang eines Brigadier-Generals erhoben.
Nach dem Krieg folgte er Allenby als Berater im ägyptischen Innenministerium, als dieser 1919 Hochkommissar für Ägypten wurde. Von 1922 bis 1925 diente er als Chief Secretary des Government of Palestine (d. h. Chef der Zivilregierung im britischen Völkerbundsmandat für Palästina), wo er für eine enge Interpretation der Balfour-Deklaration eintrat. Von 1925 bis 1927 war er Sondergesandter bei König Abd al-Aziz ibn Saud von Nadschd und Hedschas, mit dem er mehrere Verträge über den Grenzverlauf zwischen Transjordanien, Mandats-Irak und dem späteren Saudi-Arabien schloss. Anfang 1929 wurde er zum Hochkommissar für das Mandatsgebiet Irak ernannt und war an den Verhandlungen über den anglo-irakischen Vertrag von 1930 beteiligt. Bereits im September 1929 war er jedoch 54-jährig den Folgen eines Herzinfarkts erlegen.

## Schriften
- An Arabian Diary (hrsgg. von Robert O. Collins, University of California Press, Berkeley 1969)